# Kerk van Bangstede
De Kerk van Bangstede is een luthers kerkgebouw in de Oost-Friese gemeente Ihlow uit de 13e eeuw.

## Geschiedenis en beschrijving
De romaanse kerk werd in het midden van de 13e eeuw als bakstenen zaalkerk gebouwd. Het geprofileerde noordelijke spitsboogportaal is met een zeldzame klaverbladvormige blindnis versierd. Dit portaal werd echter dichtgemetseld. Ook de gewelven van de kerk bleven niet bewaard: oorspronkelijk kende het kerkgebouw drie traveeën. In de 14e en 15e eeuw werden de ramen van de kerk vergroot en van spitsbogen voorzien. In 1823 liet men de oude klokkentoren door een nieuwe toren van het parallelmuurtype vervangen. Het kerkschip werd in het jaar 1865 naar het westen toe langer gemaakt.

## Interieur
In de kerk hangt een crucifix waarvan een deel van het corpus uit de 13e eeuw stamt. In het Oost-Friese Museum te Emden bevinden zich een Madonna, een Anna-te-Drieën, een Sint-Joris en een middeleeuwse eiken relikwiekast in bruikleen.

## Orgel
Het kerkorgel met acht registers uit 1795 is een werk van Johann Gottfried Rohlfs. Het instrument bleef nagenoeg geheel bewaard en werd in de jaren 2008-2009 door Bartelt Immer gerestaureerd. Daarbij werden de traversfluit en de trompet gereconstrueerd.

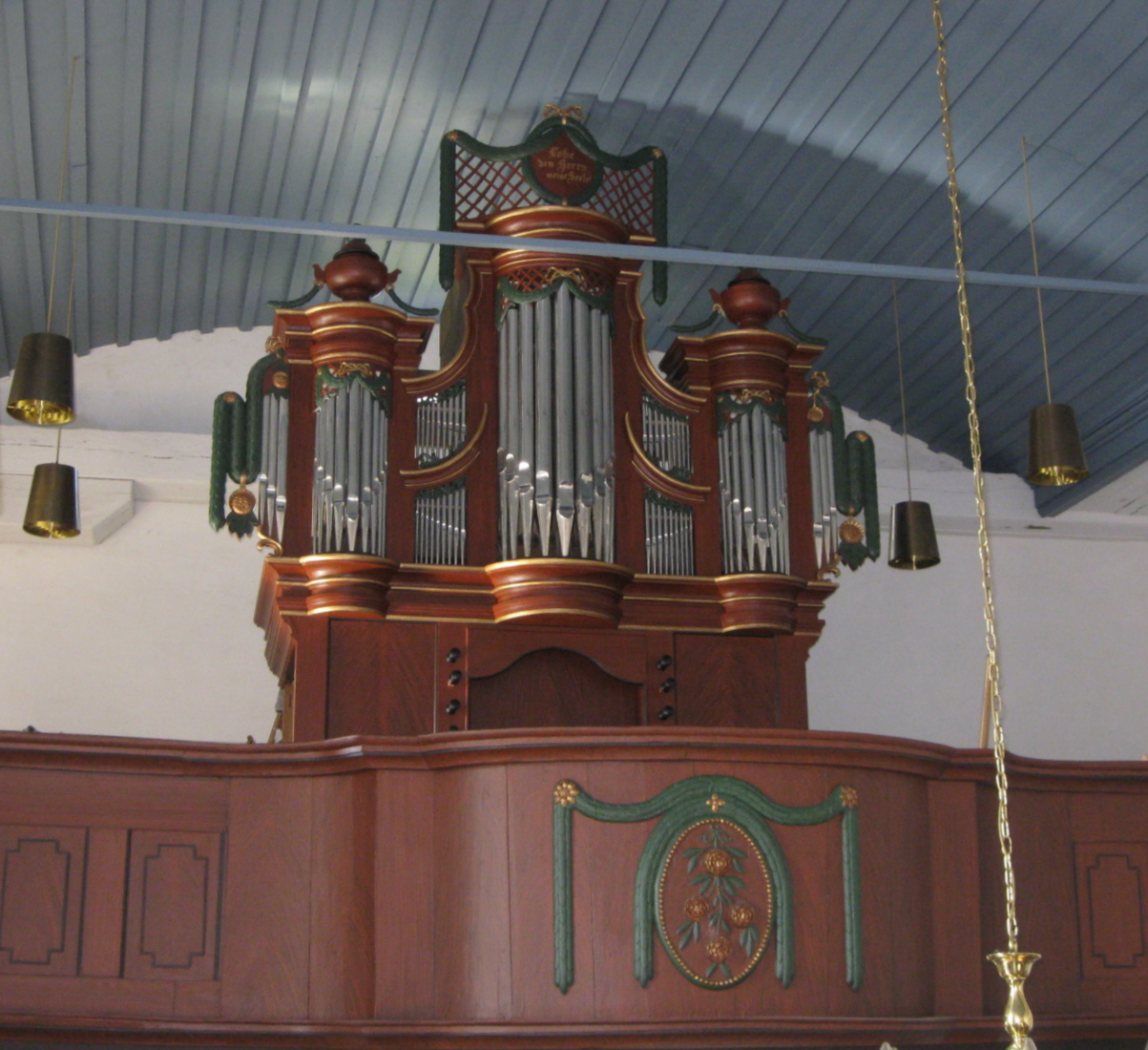
Rohlfs-orgel

| Manuaal C–c3     |    |
| Principaal       | 4′ |
| Gedekt           | 8′ |
| Traversfluit B/D | 8′ |
| Roerfluit        | 4′ |
| Nasat            | 3′ |
| Octaaf           | 2′ |
| Mixtuur III      | 1′ |
| Trompet B/D      | 8′ |